# Johann Christian Stock
Johann Christian Stock (* 27. Februar 1707 in Jena; † 4. November 1758 ebenda) war ein deutscher Mediziner.

## Leben
Johann Christian  war Sohn des Jenaer Professors der orientalischen Sprachen Christian Stock (* 1. Januar 1672 in Camburg; † 14. April 1731 in Jena). Seine erste Ausbildung erhielt er von seinem Vater und Privatlehrern. Nachdem er die Schulen seiner Vaterstadt durchlaufen hatte, begann er ein Studium der Medizin an der Universität Jena, wo er bereits am 2. August 1718 immatrikuliert wurde. Am 8. August 1729 wurde er unter die Kandidaten der Medizin aufgenommen und promovierte unter Johann Adolph Wedel mit der Abhandlung de morbis humorum am 14. Dezember 1729 zum Doktor der Medizin.  Am 23. Februar 1730 erwarb er den akademischen Grad eines Magisters der Philosophie und beteiligte sich am Vorlesebetrieb der Hochschule.
Am 16. November 1732 wurde er mit dem akademischen Beinamen Diphilus zum Mitglied (Matrikel-Nr. 438) der Leopoldina gewählt. Stock war Mitglied der Teutschen Gesellschaft in Jena. Am 3. Februar 1734 wurde er Adjunkt der philosophischen Fakultät und übernahm am 6. November 1734 eine außerordentliche Professur der Philosophie, wobei er vorrangig Mathematik und Physik unterrichtete. Am 25. November 1747 wechselte er an die medizinische Fakultät, wo er ordentlicher Professor der theoretischen Medizin und Chemie wurde. Zudem beteiligte er sich an den organisatorischen Aufgaben der Hochschule. So war er einige Male Dekan der medizinischen Fakultät und im Wintersemester 1751 Rektor der Alma Mater. 1758 ernannte man ihn zudem zum Hofrat von Sachsen Weimar.
Stock war zwei Mal verheiratet.
Seine erste Ehe schloss er am 25. November 1734 mit Christiane Wilhelmine Sophie Teichmeyer († vor 1737), einer Tochter des Jenaer Medizinprofessors Hermann Friedrich Teichmeyer.
Nach ihrem Tod ging er 1737 mit Christiane Friederike Hilscher, Tochter des Medizinprofessors Simon Paul Hilscher, seine zweite Ehe ein. Von den Kindern dieser Ehe kennt man die Söhne Johann Christian Wilhelm Stock und den Mediziner Johann Christian Friedrich Stock (* 15. September 1739 in Jena).

## Schriften (Auswahl)
- Diss. inaug. de morbis humorum. Jena 1729 (Präsens Johann Adolph Wedel)

### Begleitende Dissertationen
- Diss. med. de emendatione temperamentorum. Jena 1731 (Resp. Johann Wolfgang  Haag, Online)
- Dissertatio Medica De Coxagra Sive Passione Ischiadica. Jena 1731 (Resp. Carl Friedrich Koppe)
- Diss. physica De cadaveribus sanguisugis Von denen so genannten Vampyren oder Menschen-Säugern. Jena 1732 (Resp. Johann Wilhelm Noebling, Online)
- Dissertationum Philosophicarum De Partibus Hominis Essentialibus Secunda: De Corpore Humano. Jena 1732 (Resp. Johann Christian Themel, Online)
- Dissertationum Philosophicarum De Partibus Hominis Essentialibus Prima, De Anima Rationali. Jena 1732 (Resp. Johann Wilhelm Noebling, Online)
- De fulgure, tonitru ac fulmine disp.. Jena 1734 (Resp. Johann Ferdinand Waltsgott, Online)
- Exercitationes physicae, distributae in capita, quibus philosophiae natur. principia concise pertractantur. Jena 1735 (Online)
- Dissertatio Mathematica De Redvctione Polygonorvm Irregvlarivm Ad Polygona Regvlaria. Jena 1740 (Resp. Carl Adolph Braun, Online)
- Dissertatio Medica De Consvetvdine. Jena 1740 (Resp. Georg Leopold Weyland (1715–1766), Online)
- De exhalationibus seu effluviis. Jena 1743 (Resp. Johann Jacob Algoewer (1718–1780), Online)
- Scorbutica in purpura in purpuram febrilem malignam ipsis netechiis coniuncta conversa, adhibitam curationem exhibens dissertatio. Jena 1744 (Resp. Johann Friedrich Faselius (1721–1767), Online)
- Diss. anat. & for. med. de lienis humani fabrica et fundamento lethalitatis violentarum laudati visceris laesionum. Jena 1748 (Resp. Johann Conrad Wogau, Online)
- Diss. inaug. med. de malo hypochondriaco-hysterico. Jena 1749 (Resp. Johann Gottlob Leisner, Online)
- Diss. de massae sanguineae depuratione, contra eruditorum dubia. Jena 1749 (Online)
- Diss. inaug. med. de iurdicio ex sanguinis vena secta e missi inspectione et examine recte formato, egregio sanitatis cum conservandae, tum restituendae praesidio. Jena 1749 (Resp. Johann Conrad Wogau, Online)
- Diss. med. inaug. de usu et abusu venae sectionis in febribus exanthematicis. Jena 1751 (Resp. Wolfgang Arnold Arends, Online)
- Diss. med. inaug. de lue venerea. Jena 1751 (Resp. Wolfgang Michael Becker, Online)
- Diss. med. inaug. de praestantia Martis in morbis chronicis. Jena 1751 (Resp. Friedrich Erhard Loeber, Online)
- Dissertatio Inavgvralis Medica De Rachitide. Von der so genannten Englischen Kranckheit. Jena 1752 (Resp. Herkules David Hennenhofer, Online)
- Diss. inaug. med. de podagra mulierum. Jena 1753 (Resp. Elias Philemon Lucretius Kraus, Online)
- Diss. med. inaug. de statu salivalium humorum naturali et praeternaturali. Jena 1755 (Resp. Johann David Mair, Online)
- Dissertatio Inavgvralis Medica De Angina Epidemia. Jena 1755 (Resp. Paul Lorenz Elsner, Online)
- Dissertatio Inavgvralis Medica De Statv Mesenterii Natvrali Et Praeternatvrali. Jena 1755 (Resp. Georg Sigismund Eberhardt, Online)
- Diss. inaug. med. de cerevisiae salubritate suspecta. Jena 1756 (Resp. Johann Adolph Magen, Online)
- Dissertatio Inavgvralis Medica De Coctione Hvmorvm In Statv Corporis Hvmani Praeternatvrali. Jena 1756 (Resp. Gideon Rhode, Online)
- Dissertationem Medicam Inavgvralem Varias De Mvscvlis Meditationes Sistentem. Jena 1758 (Resp. Johann Christian Friedrich Stock, Online)

### Programme
- Prolusio I. de tuenda sanitate in meditationum laboribus. Jena 1750 (Dekanatsprogramm zur Promotion von Friedrich Theodor Fischer, Online)
- Prolusio II de tuenda sanitate in meditationum laboribus. Jena 1750 (Dekanatsprogramm zur Promotion von Martin Jacob Kubas, Online)
- Prolusio III. de tuenda sanitate in meditationum laboribus. Jena 1750 (Dekanatsprogramm zur Promotion von Paul Jacob Kniper, Online)
- Prolusio IV. de tuenda sanitate in meditationum laboribus. Jena 1750 (Dekanatsprogramm zur Promotion von Johann Benjamin Ross, Online)
- Prolusio V. de tuenda sanitate in meditationum laboribus. Jena 1750 (Dekanatsprogramm zur Promotion von Johann Franz Heusler, Online)
- Prolusio X. de tuenda sanitate in meditationum laboribus. Jena 1751 (Dekanatsprogramm zur Promotion von Philipp Bernhard Pettmann, Online)
- Prolusio XI. de tuenda sanitate in meditationum laboribus. Jena 1751 (Dekanatsprogramm zur Promotion von Johann Friedrich Kessel, Online)
- Prolusio XIII. de tuenda sanitate in meditationum laboribus.Jena 1751  (Dekanatsprogramm zur Promotion von Wolfgang Michael Becker, Online)
- Prolusio XIIII de tuenda sanitate in meditationum laboribus. Jena 1751 (Dekanatsprogramm zur Promotion von Friedrich Erhard Loeber, Online)
- Prolusio XIIII. de tuenda sanitate in meditationum laboribus. Jena 1751 (Dekanatsprogramm zur Promotion von Friedrich Erhard Loeber, Online)
- Prolusio XV. de tuenda sanitate in meditationum laboribus. Jena 1753 (Dekanatsprogramm zur Promotion von Paul Lany, Online)
- Prolusio XVI. de tuenda sanitate in meditationum laboribus.Jena 1753 (Dekanatsprogramm zur Promotion Johann Bernhard Gottschalck Becker, Online)
- Prolusio XVII. de tuenda sanitate in meditationum laboribus. Jena 1753 (Dekanatsprogramm zur Promotion von Johann Sailler, Online)
- Prolusio XVIII de tuenda sanitate in meditationum laboribus.  Jena 1753 (Dekanatsprogramm zur Promotion von Georg Christian Haybach, Online)
- Prolusio XVIIII. de tuenda sanitate in meditationum laboribus. Jena 1754 (Dekanatsprogramm zur Promotion von Johann Theophil Trogmayr, Online)
- Prolusio XX. de tuenda sanitate in meditationum laboribus. Jena 1754 (Dekanatsprogramm zur Promotion von Samuel Christoph Ebart, Online)
- De liquore Dianae virtute magis polychresta corroborato. Prolusio I. Jena 1756 (Dekanatsprogramm zur Promotion von Carl Martin Weber, Online)
- De liquore Dianae virtute magis polychresta corroborato. Prolusio II. Jena 1756 (Dekanatsprogramm zur Promotion Christian Chernell, Online)
- De liquore Dianae virtute magis polychresta corroborato. Prolusio III. (Dekanatsprogramm zur Promotion von Gideon Rhode, Online)
- Prolusio de dolore capitis per novem annorum spatium refractario salivationis mercurialis beneficio perfecte remoto. Jena 1756 (Dekanatsprogramm zur Promotion von Christoph Friedrich Gerding, Online)
- De sudore Christi sanguineo. Prolusio II. Jena 1756 (Dekanatsprogramm zur Promotion Johann Adolph Magen, Online)
- Prolusio partus difficilis ex brachio foetus sinistro primum ex uteroprodeunte, et delirii a medicamenti partum provocantis abusu originem habentis curationem sistens. Jena 1757 (Dekanatsprogramm zur Promotion von Heinrich Landis, Online)
- Prolusio de Vera Natione motuum naturae in corpore humano. Jena 1757 (Dekanatsprogramm zur Promotion von Jerimias Daniel Brebiz, Online)
- De polypo cordis funesto a perversa febrim quartanam intermittentem veram curandi methodo orto prolusio. Jena 1757 (Dekanatsprogramm zur Promotion von Johann Gottfried Barendt, Online)
- Prolusio de famoso unguento ophthalmico anglico. Jena 1758 (Dekanatsprogramm zur Promotion von Christlieb Lebrecht Alberti, Online)
- De Aeris Aestivi Regimine Prolusio I. Jena 1758 (Dekanatsprogramm zur Promotion von Johann Christian Friedrich Stock, Online)
- De aeris verni regimine. Prolusio I. Jena 1758 (Dekanatsprogramm zur Promotion von Anton Truhart, Online)
- De aeris verni regimine. Prolusio II. Jena 1758 (Dekanatsprogramm zur Promotion von Johannes Gottfried Beumelburg, Online)
- De Aeris Aestivi Regimine Prolusio II. Jena 1758 (Dekanatsprogramm zur Promotion von Wilhelm Philipp Sarnighausen, Online)